# Pegandekan
Pegandekan is een bestuurslaag in het regentschap Purbalingga van de provincie Midden-Java, Indonesië. Pegandekan telt 2472 inwoners (volkstelling 2010).